# Demydiw (Wyschhorod)

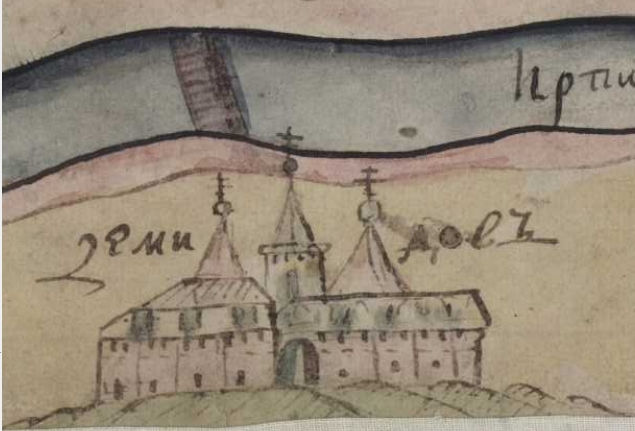
Die auf einer Karte der Provinz Kiew aus dem 18. Jahrhundert verzeichnete Ortschaft

Demydiw (ukrainisch Демидів, russisch Демидов Demidow) ist eines der ältesten Dörfer in der Ukraine und hat etwa 3700 Einwohner. Es hatte 2022 etwa 750 Häuser und befindet sich an der Regionalstraße P–02 im Rajon Wyschhorod (Oblast Kiew) 35 km nördlich von Kiew. Demydiw liegt am linken Ufer des Irpin nahe dessen Mündung in den zum Kiewer Meer angestauten Dnepr zwischen Dymer im Norden und Ljutisch im Süden.

## Geschichte
Die Ortschaft wurde im Jahre 1026 erstmals schriftlich erwähnt. Mit der Union von Lublin im Jahr 1569 fiel Demydiw an Polen, 1796 wieder an die Ukraine.
Im Sommer 1941 verlief die Frontlinie der Verteidigung von Kiew gegen die Deutsche Invasion am unteren Irpin. Das Dorf wurde am 24. September 1941 von deutschen Truppen eingenommen, zahlreiche Einwohner getötet oder als Zwangsarbeiter ins Reich verschleppt. Am 4. Oktober 1943 wurde Demydiw von der Roten Armee befreit, hieran erinnert ein Denkmal im Zentrum des Ortes. In Demydiw befinden sich zwei Soldatenfriedhöfe der Roten Armee mit Gedenktafeln (Denkmalnummern 1081 und 449) sowie mehrere gekennzeichnete Einzelbestattungen.
1959 wurde in Demydiw die Kolchose Demidivka eingerichtet, die 1961 mit der Kolchose Lytlizka in die Bezirkskolchose Vasiljevka umgewandelt wurde.
Am 25. Februar, mit dem Überfall Russlands auf die Ukraine wurde der in den 1960er Jahren erbaute Staudamm, mit dem die Feuchtgebiete an der Mündung des Irpin entwässert worden waren, geöffnet, um das Vordringen russischer Truppen auf Kiew aufzuhalten. Dadurch wurden Teile Demydiws und 13.000 Hektar Land überflutet.
Im Ort steht ein Gedenkkreuz für die Opfer des Holodomor.
Das Dorf wird in dem Roman „Babi Jar“ von A. W. Kusnezow erwähnt.
Am 12. Juni 2020 wurde das Dorf ein Teil der neugegründeten Siedlungsgemeinde Dymer, bis dahin bildete es die gleichnamige Landratsgemeinde Demydiw (Демидівська сільська рада/Demydiwska silska rada) im Süden des Rajons Wyschhorod.